# 159814 Saguaro
159814 Saguaro è un asteroide della fascia principale. Scoperto nel 2003, presenta un'orbita caratterizzata da un semiasse maggiore pari a 2,6182422 UA e da un'eccentricità di 0,2303140, inclinata di 10,37847° rispetto all'eclittica.